# Tölzer Knabenchor
Der Tölzer Knabenchor ist ein weltbekannter Knabenchor, der nach der oberbayerischen Kreisstadt Bad Tölz benannt und in Unterföhring bei München ansässig ist.

## Geschichte
Im Jahr 1956 übernahm der damals 19-jährige Gerhard Schmidt-Gaden, der zu diesem Zeitpunkt noch die Oberrealschule besuchte, um sein Abitur abzulegen, den Singkreis einer Pfadfindergruppe in Bad Tölz. Zunächst sang der Chor hauptsächlich Volks- und Wandermusik. Seit einer Elternversammlung 1957 heißt er Tölzer Knabenchor. Schmidt-Gaden, der selbst ursprünglich eine Karriere als Heldentenor anstrebte, führte unter anderem die solistische Ausbildung jedes einzelnen Knaben auf Johann Sebastian Bach zurück.
Bereits 1956 war der Chor zu ersten Rundfunkkonzerten des Bayerischen Rundfunks eingeladen worden. 1957 folgte die erste Konzertreise nach Südtirol und Trient, 1960 eine Reise nach Luxemburg, Frankreich, England und Belgien. Ab 1963 war Carl Orff regelmäßiger Gast und Dirigent. Er spielte mit dem Chor sein Schulwerk ein.
Ab den 1960er Jahren wirkten der Chor und seine Mitglieder an Opernaufführungen mit. So beteiligten sich 1964 zum ersten Mal Solisten des Chores an einer Aufführung von Mozarts Zauberflöte.
1973 erhielt Gerhard Schmidt-Gaden mit seinem Chor den deutschen Schallplattenpreis für seine Aufführung des Weihnachtsoratoriums von Johann Sebastian Bach.
1984 und 1986 folgten Reisen nach Chicago, China und Japan. Seitdem ist der Chor weltweit bekannt. In Japan werden die Chorknaben Engel aus Bayern genannt und sind unter anderem Gegenstand von Mangas.
Der Chor hat seitdem Konzertreisen in alle Welt unternommen, u. a. nach Japan, die Volksrepublik China, Israel, Polen und die USA. Er hat bei zahlreichen Festivals gesungen, unter anderem Bayreuther Festspiele, Berliner Festwochen, Bregenzer Festspiele, Händel-Festspiele Halle (Saale), Heinrich-Schütz-Fest Kassel, Ludwigsburger Schlossfestspiele, Münchner Opernfestspiele, Salzburger Festspiele, Schleswig-Holstein Musik Festival, Schwetzinger Festspiele, Wiener Festwochen.
Der Chor sang bei der Eröffnungsfeier der Olympischen Sommerspiele 1972 im Olympiastadion München unter der Regie von Carl Orff beim traditionellen Gruß der Jugend, dargestellt von 3.500 Münchner Schulkindern, welcher in der ganzen Welt Eindruck hinterließ.
Auch bei der offiziellen Eröffnungszeremonie zur Fußball-Weltmeisterschaft 2006 in Deutschland am 9. Juni 2006 in der Allianz Arena in München unter der Regie von Christian Stückl wirkte der Chor mit. Ferner sang er auf dem Rollfeld am Flughafen München zur Verabschiedung des Papstes Benedikt XVI. von dessen Deutschlandbesuch im September 2006. Dieser dankte allen Knaben und dem künstlerischen Leiter persönlich.
Seit 2014 richtet der Chor ein Knabenchorfestival in Bad Tölz aus, bei dem international bekannte Chöre wie die Wiener Sängerknaben, die Augsburger Domsingknaben, dem Trinity Boys Choir, die Zürcher Sängerknaben, die Regensburger Domspatzen, den Windsbacher Knabenchor und die Wiltener Sängerknaben auftraten.
2024 wurde der Chor zusammen mit den Augsburger Domsingknaben, den Regensburger Domspatzen und dem Windsbacher Knabenchor als „Immaterielles Kulturerbe“ in die bayerische Landesliste der UNESCO aufgenommen.

## Repertoire
Der Chor oder einzelne Sänger des Chores wirken jährlich bei fast 150 nationalen und internationalen Konzerten und Opernaufführungen mit, beispielsweise bei den Salzburger Festspielen und den Opernfestspielen München.

### Chor
Das Repertoire des Chores umfasst Vokalmusik vom Mittelalter bis in die Moderne, Volkslieder, Madrigale und Motetten, Kirchenmusik von Barock bis Klassik, Solorollen und Kinderchöre für Opern.
Der Chor sang mit zahlreichen namhaften Orchestern, wie Berliner Philharmoniker, Concertgebouw-Orchester Amsterdam, Israel Philharmonic Orchestra, Münchner Philharmoniker, Orchester der Bonner Beethovenhalle, Sächsische Staatskapelle Dresden und Wiener Philharmoniker. Ein Meilenstein waren die Aufnahmen der Bach’schen Kantaten und Oratorien gemeinsam mit Nikolaus Harnoncourt.
Mit seinen volkstümlichen Liedern ist der Chor auch bei zahlreichen Musiksendungen im Fernsehen zu Gast.

### Solisten
Die Solisten werden seit mehr als vier Jahrzehnten weltweit an Opernbühnen und Konzertpodien engagiert. Besonders bekannt sind die Solisten des Tölzer Knabenchors für die Besetzungen der „Drei Knaben“ in der Zauberflöte bei mehr als 2000 Vorstellungen seit den 1970er Jahren.
Auch bei den großen Festivals sind die Solisten regelmäßig zu Gast. Viele der besten Dirigenten haben bisher mit den Solisten des Tölzer Knabenchores gearbeitet, so u. a. Claudio Abbado, Pierre Boulez, Sergiu Celibidache, Riccardo Chailly, John Eliot Gardiner, Nikolaus Harnoncourt, Bernard Haitink, Lorin Maazel, Seji Ozawa, Christian Thielemann, Daniel Barenboim, Leonard Bernstein, Karl Böhm, Ivor Bolton, Herbert von Karajan, Mariss Jansons, James Levine, Zubin Mehta, Riccardo Muti, Sir Simon Rattle, Wolfgang Sawallisch, Sir Georg Solti und Marcello Viotti.
Das Opernbühnen- und Konzertrepertoire der Solisten des Tölzer Knabenchores beinhaltet u. a. Amore aus Claudio Monteverdis „L'Orfeo“, „Il ritorno d’Ulisse in patria“ und „L’incoronazione di Poppea“, die Drei Knaben aus Wolfgang Amadeus Mozarts „Die Zauberflöte“ sowie Apollo, Hyazinth, Melia und Zephyrus aus „Apollo und Hyazinth“, Waldvogel aus Richard Wagners „Siegfried“ sowie Hirtenknabe und Vier Edelknaben aus „Tannhäuser“, Yniold aus Claude Debussys „Pelléas et Mélisande“, Amore aus Christoph Willibald Glucks „Orfeo ed Euridice“, Miles aus Benjamin Brittens „Turn of the Screw“, 18 Knaben-Solisten aus Jörg Widmanns „Das Gesicht im Spiegel“, Young Joseph aus Hans Zenders „Chief Joseph“, Leonard Bernsteins „Chichester Psalms“, Gabriel Faurés „Requiem“, Gustav Mahlers „Das klagendes Lied“ und Felix Mendelssohn Bartholdys „Elias“.

## Organisation und Leitung
Der Tölzer Knabenchor wird seit 2009 durch die Tölzer Knabenchor GmbH getragen. Zuvor waren die operativen Aufgaben auf einen Trägerverein und eine Konzert-GmbH aufgeteilt. Das Chorstudio befindet sich seit 2022 in einem Gebäude des ZDF in Unterföhring. Zuvor war der Tölzer Knabenchor von 1956 bis 1971 im Jugendheim in Bad Tölz und seit 1971 bis 2022 nacheinander in Räumlichkeiten in den Münchner Stadtteilen Solln und Obersendling beheimatet.

### Künstlerische Leitung
Künstlerischer Leiter ist seit 2024 Christian Fliegner. Er wirkte zuvor bereits zwischen 2014 und 2021 als künstlerischer Leiter und von 2021 bis 2024 als Ausbildungsleiter. Ursula Richter leitet die Solistenabteilung.
Zuvor war Gerhard Schmidt-Gaden seit der Chorgründung 1956 bis 2009 künstlerischer Leiter, danach war er bis 2016 als künstlerischer Mentor im Chor tätig. Als künstlerischer Leiter folgte ihm von 2009 bis 2014 Ralf Ludewig, der gleichzeitig auch Geschäftsführer war. Nach einem Streit und Meinungsverschiedenheiten, über die in der Presse berichtet wurden, entließ Schmidt-Gaden seinen Nachfolger Ludewig wieder. Ludewig gründete in der Folge den Münchner Knabenchor.
Von 2014 bis 2021 übernahmen als „Doppelspitze“ die Gesangspädagogen und langjährigen Mitarbeiter Christian Fliegner und Clemens Haudum die künstlerische Leitung. 2021 trat Haudum von seinem Amt zurück. Im gleichen Jahr folgte als nunmehr wieder alleiniger Künstlerischer Leiter Michael Hofstetter. Im Sommer 2022 verließ Hofstetter den Chor wieder mit einer Amtszeit von weniger als einem Jahr, blieb aber Erster Gastdirigent und Beirat des Fördervereins.

### Geschäftsführung
Seit 2016 wird der Chor durch die Geschäftsführerin Barbara Schmidt-Gaden geleitet, die selbst Sängerin ist und zuvor seit 2014 künstlerische und betriebstechnische Koordinatorin des Chores war. Sie ist die Tochter des Chorgründers Gerhard Schmidt-Gaden. Ihre Mutter Helga Schmidt-Gaden war zuvor lange Jahre als Geschäftsführerin für die wirtschaftlichen Angelegenheiten des Chores zuständig und ist weiterhin Prokuristin. Leiterin der Verwaltung und ebenfalls Prokuristin ist Marion Vogel. Im Chorbüro werden die Auftritte des Chors und der Solisten von den Kulturmanagern Michael Kocyan und Sara Waegner organisiert. 2016 berichteten Medien über die Entlassung des damaligen Chormanagers Anselm Sibig, der zusammen mit Clemens Haudum den Männerchor des Tölzer Knabenchores aufgebaut hatte.

### Förderverein
1992 gründete sich der Förderverein des Tölzer Knabenchors. Seit 2018 steht er unter dem Vorsitz des ehemaligen bayerischen Wissenschaftsministers Thomas Goppel.

## Ausbildung im Chor

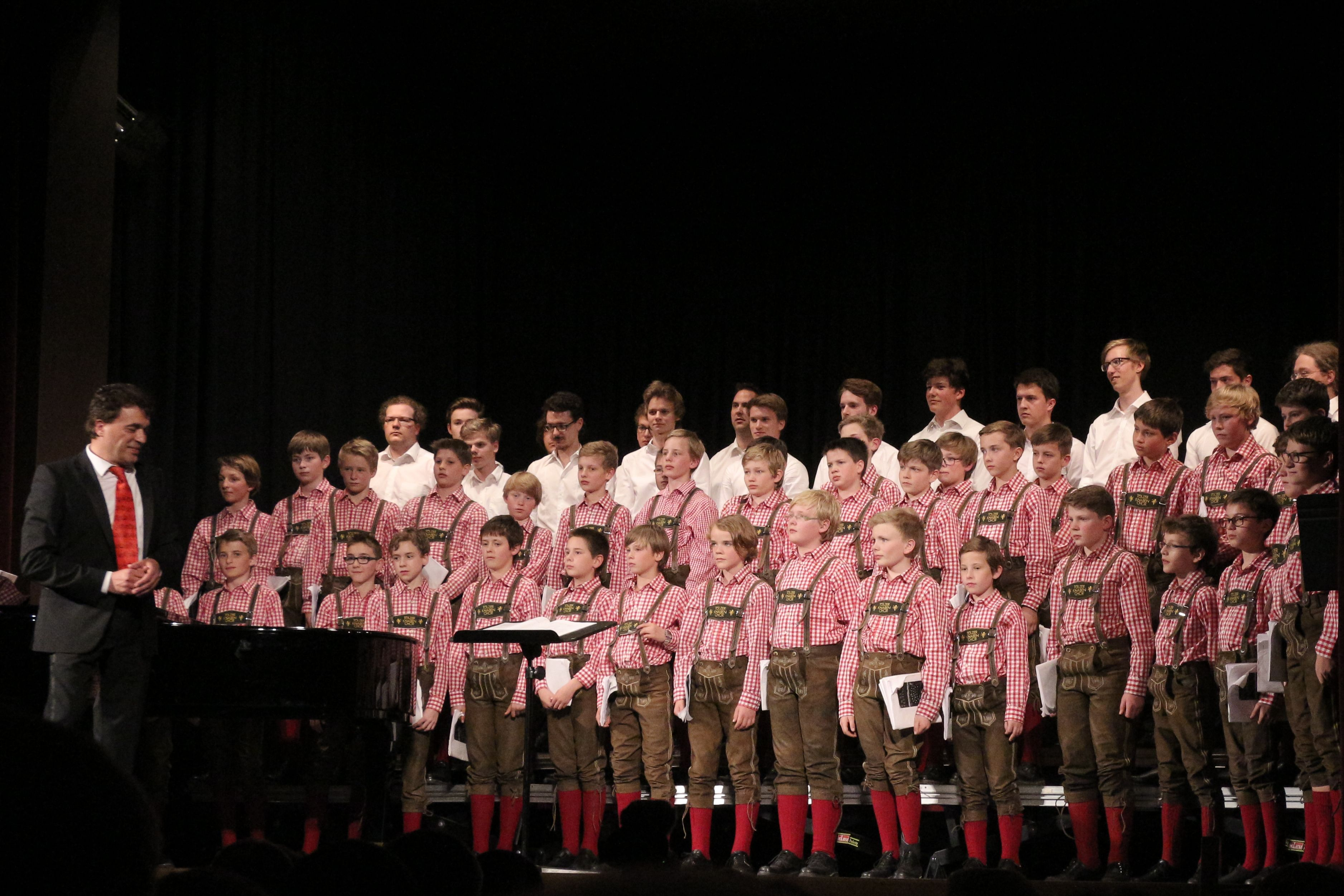
Ralf Ludewig und der Chor, Konzert in Bad Tölz

Der Gesamtchor besteht aus rund 170 Knaben, die in fünf Einzelchören ausgebildet werden. Ein Team aus elf Chorleitern und Gesangspädagogen betreut die Kinder. Anders als viele andere Knabenchöre wie der Thomanerchor oder die Wiener Sängerknaben leben die Kinder nicht in einem Internat, sondern in ihren Familien.

### Talentförderung
Der pädagogische Schwerpunkt liegt auf der musikalischen und stimmlichen Ausbildung, gepaart mit der Persönlichkeitserziehung der Jungen. Übergreifende Ziele sind Teamfähigkeit, Selbstdisziplin, Selbstbewusstsein und Selbständigkeit, sowie Begeisterung und Leidenschaft für die Musik zu wecken.
Die Kinder werden in Chor- und Solostunden individuell gefördert. Zweimal wöchentlich finden Chorproben statt. Dazu erhält jedes Chormitglied regelmäßige Solostunden. Das Ausbildungsprinzip im Chor sieht vor, dass jedes Kind in der Lage ist, auch solistisch zu singen.
Zu Beginn der Laufbahn im Tölzer Knabenchor steht die Aufnahme in den Chor 5. Dafür suchen die Stimmbildner jährlich zu Schuljahresbeginn in rund 80 Grundschulen in und um München Talente. Danach durchlaufen die Chormitglieder fünf Chorstufen. Der Übertritt in die nächste Chorstufe ist jeweils an das Erreichen gewisser Ziele und eine Prüfung geknüpft.

### Ausbildungsstufen
Chor 5: Die Knaben erwerben musikalische Grundkenntnisse. Im 2. Semester treten Einzelstimmbildung und Chorarbeit hinzu.
Chor 4: In der zweiten Grundschulklasse werden die Kenntnisse (auch das Notenlesen) vertieft.
Chor 3: Im Alter von etwa 8 Jahren wird auch mehrstimmige Musik gelernt, es treten Probenwochenenden hinzu.
Chor 2: Im sogenannten Repertoirechor werden europäische Volks- und Weihnachtslieder und klassische Werke von Mendelssohn-Bartholdy, Rossini, Orff und Johann Sebastian Bach einstudiert. Die talentiertesten Buben haben schon die Möglichkeit, bei kleinen Konzertreisen mitzuwirken.
Chor 1: Mit etwa zehn Jahren können die jungen Sänger in den Konzertchor aufgenommen werden.

### Männerensemble ZwoZwoEins
Mit dem Chor ist auch das Männerensemble ZwoZwoEins assoziiert, das sowohl zusammen mit dem Knabenchor als auch eigenständig auftritt.

## Auszeichnungen
- 1973 Deutscher Schallplattenpreis für Johann Sebastian Bach, Weihnachtsoratorium
- 1975 Deutscher Schallplattenpreis (Missa Salisburgensis)
- 1978 Deutscher Schallplatten-Sonderpreis für die Gesamteinspielung des Orff-Schulwerks
- 1982 Grammy-Nominierung für die Kantaten-Einspielung von Joh. Seb. Bach (CDs)
- 1989 Diapason d’or für die Einspielung Mozarts Oper „Apollo et Hyacinthus“ (CD)
- 2003 ECHO-Klassik, Diapason d’or und Choc – Le Monde de la musique für Orlando di Lasso, Bußpsalmen Davids (CD)
- 2007 Diapason d’or für Johann Sebastian Bach, Johannespassion (DVD)
- 2024 Anerkennung als immaterielles Kulturerbe Bayerns[6]

## Kritik am Gründer
Der Autor Christopher Kloeble, der von 1988 bis 1994 im Chor sang, berichtete 2017 von seelischen Misshandlungen durch den Gründer und damaligen Chorleiter Schmidt-Gaden. Ein anderer Chorknabe bestätigte für diese Zeit die Atmosphäre von Angst, Demütigung und emotionaler Gewalt bis hin zu Ohrfeigen. Gerhard Schmidt-Gaden und die heutige Geschäftsführerin Barbara Schmidt-Gaden äußerten sich zu den Vorwürfen nicht.
2023 schrieb die Süddeutsche Zeitung, der Gründer Gerhard Schmidt-Gaden sei noch einer Generation entstammt, „in der andere pädagogische Prioritäten galten“. Heute zeige sich, dass es bei den Proben des Tölzer Knabenchors „längst nicht mehr so streng zugeht wie früher“. Das Medium zitiert dazu den aktuellen künstlerischen Leiter Stellario Fagone, der in dem gemeinsamen Singen der Kinder eine „hohe soziale Funktion“ sieht. Es gehe vor allem darum, das Leistungsvermögen der Kinder „spielerisch zu entwickeln“.

## Bekannte ehemalige Tölzer Knaben
- Philipp Amelung, Dirigent (* 1973)
- Die Bergkameraden, Volksmusikgruppe
- Gregor Bürger, Saxophonist (* 1976)
- Andreas Burghart, Sänger (* 1984)
- Martin Busen, Sänger (* 1970)
- Marko Cilic, Sänger
- Peter Cismarescu, Sänger
- Florian Erdl, Dirigent
- Matthias Ettmayr, Sänger
- Max Felder, Synchronsprecher (* 1988)
- Christian Fliegner, Chorleiter (* 1976)
- John Friedmann, Schauspieler (* 1971)
- Dominik Grimm, Sänger
- Benjamin Grund, Schlagersänger, Komponist, Produzent (* 1980)
- Stefan Günther, Synchronsprecher (* 1979)
- Johannes Hauer, Schauspieler (* 1984)
- Reinhold Hoffmann, Komponist, Haindling-Mitglied (* 1964)
- Tobi Hofmann, Jazzmusiker, Schauspieler (* 1973)
- Markus Huber, Dirigent (* 1968)
- Christian Immler, Sänger (* 1971)
- Frederic Jost, Sänger
- Christopher Kloeble, Schriftsteller (* 1982)
- Moritz Kugler, Sänger
- Niklas Mallmann, Sänger
- Ludwig Mittelhammer, Sänger (* 1988)
- Andreas Partilla, Dirigent
- Tobias Pfülb, Sänger
- Barbara Schmidt-Gaden, Sängerin, Tochter des Chorgründers (* 1971)
- Tom Wilmersdörffer, Sänger, Regisseur und Festivalgründer (* 1990)
- Markus Zeitler, Sänger

## Diskografie
Der Tölzer Knabenchor hat zahlreiche klassische Werke aufgenommen, darunter Kompositionen von Johann Sebastian Bach, Benjamin Britten, Joseph Haydn, Wolfgang Amadeus Mozart, Felix Mendelssohn Bartholdy, Heinrich Schütz, Orlando di Lasso, Carl Orff, Gustav Mahler und Robert Schumann.
Auf dem klassischen Sektor hat der Chor folgende Alben aufgenommen:
| Poulenc/Bach/Volkslieder               | Timor et tremor, Leitung: Christian Fliegner und Clemens Haudum |
| Britten/Giorgi/Haydn/Rossini           | Geistliche Chorwerke, Leitung: Gerhard Schmidt-Gaden |
| Orff/Trad./Mozart                      | Weltliche Chorwerke, Leitung: Gerhard Schmidt-Gaden |
| J. S. Bach                             | Motetten der Bach-Familie Sechs Motetten Magnificat (und C.P.E. Bach) Weihnachtsoratorium Leitung: Gerhard Schmidt-Gaden Weihnachtsoratorium in solistischer Besetzung, Leitung: Holger Eichhorn Messe h-moll Matthäuspassion, Leitung: Gustav Leonhardt Matthäuspassion Tölzer Knabenchor und Thomanerchor Leipzig, Leitung: Riccardo Chailly Weihnachtsoratorium (DVD) Leitung: Nikolaus Harnoncourt Johannes-Passion (DVD) |
| G. B. Pergolesi                        | Stabat Mater, historische Aufnahme 1979 mit English Baroque Ensemble |
| O. Benevoli/ G. O. Pittoni             | Römische Mehrchörigkeit: Missa Tira Corda/Psalm Dixit Dominus |
| H. Schütz                              | Kleine Geistliche Konzerte Teil I Kleine Geistliche Konzerte Teil II |
| Kleine Geistliche Konzerte             | gesamt Geistliche Chormusik |
| Orlando di Lasso                       | Bußpsalmen Teil I Bußpsalmen Teil II |
| G.F. Händel                            | Israel in Egypt, Leitung: Werner Ehrhardt, L’arte del mondo |
| Grünberger/Giorgi u. a.                | Die Thoma-Orgel – St. Tertulin Schlehdorf, Orgel: Klemens Schnorr |
| Gluck                                  | Orfeo ed Euridice (Partie des Amor), Leitung: Hartmut Hähnchen |
| W. A. Mozart                           | Requiem, Leitung: Bruno Weil Die Zauberflöte, Leitung: Sigiswald Kuijken, La petite bande Mozart Sanctus – Missa longa, Leitung: Gerhard Schmidt-Gaden Die Zauberflöte Krönungsmesse Die Zauberflöte ( DVD), Leitung: Ivan Fischer Zauberflöte für Kinder (DVD), Leitung: James Levine |
| J. Haydn                               | Die Jahreszeiten Leitung: Bruno Weil, Cappella Coloniensis Die Schöpfung Leitung: Bruno Weil, Cappella Coloniensis Theresienmesse, Salve Regina, Leitung: Gerhard Schmidt-Gaden The Six Late Masses Leitung: Bruno Weil Die Schöpfung Paukenmesse Harmonie-Schöpfungsmesse |
| F. Mendelssohn/Mozart                  | Motetten und Kanons |
| Schnitzer                              | Missa C-Dur |
| Label musica bavarica                  | Andechs, Seeon Donauwörth, Heilig Kreuz Herrenchiemsee J. B. Schiedermayr Rott am Inn Weyarn |
| F. Schubert                            | Deutsche Messe und Es-Dur-Messe, Leitung Gerhard Schmidt-Gaden, Tenor: Fritz Wunderlich Messe Nr. 5 As-Dur, Offertorium B-Dur, Leitung: Haselböck |
| R. Schumann                            | Szenen aus Goethes Faust (2 CD), Leitung: Claudio Abbado |
| W. Braunfels                           | Konzert für Orgel, Knabenchor und Orchester Münchner Symphonieorchester, Leitung: Hansjörg Albrecht |
| B. Britten                             | War Requiem, BR-Symphonieorch., Leitung: Mariss Jansons War Requiem, Leitung: J. E. Gardiner |
| H. Berlioz                             | La Damnation de Faust (DVD) Leitung: Sylvain Cambreling |
| L. Bernstein                           | Bernstein Mass |
| R. Wagner                              | Parsifal, Leitung: R. Kubelik |
| G. Mahler                              | 3. Symphonie, BR-Symphonieorchester, Leitung: Mariss Jansons 4. Symphonie (Helmut Wittek), Leitung: L. Bernstein 4. Symphonie Live-Mitschnitt 6. Symphonie „Das klagende Lied“ Leitung: Jaap van Zweden 6. Symphonie „Das klagende Lied“ Leitung: Cornelius Meister 8. Symphonie Ltg: Claudio Abbado 8. Symphonie (DVD), Lucerne Festival, Leitung: Riccardo Chailly                                                          |
| C. Orff                                | Carmina Burana, Leitung: Kurt Eichhorn Weihnachtsgeschichte Weihnachts- / Osterspiel / Astutuli Carmina Burana Carmina Burana (DVD) |
| J. Strauß                              | Kaiserwalzer- und Polkas |
| Humperdinck                            | Hänsel&Gretel Leitung: Jeffrey Tate |
| Mussorgsky                             | Boris Godunov |
| Männerchor des Tölzer Knabenchores     | Zwozwoeins, Leitung: Clemens Haudum |
| Der Männerchor des Tölzer Knabenchores | Leitung: Clemens Haudum |

Auf dem volkstümlichen Sektor hat der Chor folgende Alben aufgenommen:
- Der Tölzer Knabenchor singt seine größten Erfolge
- Frühling-Sommer-Herbst und Winter
- Der Tölzer Knabenchor singt seine schönsten Volkslieder
- Lieder der Alpen
- Das Wandern ist des Müllers Lust
- Volkslieder mit Robert Stolz
- Volkslieder mit Hermann Prey
- Hoppe Hoppe Reiter – Die schönsten Kinderlieder
- Altbayerische Weihnacht
- Bergweihnacht
- Ihr Kinderlein kommet / ’s Christkind kommt bald
- Der Tölzer Knabenchor singt die schönsten Kinderlieder